# Sergeý Kazakow
Sergeý Kazakow, ros. Сергей Казаков, Siergiej Kazakow (ur. 1959, Turkmeńska SRR) – turkmeński piłkarz, grający na pozycji pomocnika lub obrońcy.

## Kariera piłkarska

### Kariera klubowa
W 1981 rozpoczął karierę piłkarską w klubie Saturn Rybińsk. W 1984 został piłkarzem Avtomobilist Namangan, który potem zmienił nazwę na Navbahor. W 1983 przeszedł do klubu Kosonsoyets Kosonsoy, ale po pół roku odszedł do Ahal-TsOP Ak-Daşaýak, który potem nazywał się Ahal FK. W 1993 zasilił skład Büzmeýin FK, w którym zakończył karierę piłkarza.

### Kariera reprezentacyjna
W latach 1992–1993 bronił barw reprezentacji Turkmenistanu.

## Sukcesy i odznaczenia

### Sukcesy piłkarskie
Ahal FK
- brązowy medalista Mistrzostw Turkmenistanu: 1992

Büzmeýin FK
- wicemistrz Turkmenistanu: 1993